# 오리온농협
농업회사법인 오리온농협 주식회사는 오리온과 농협경제지주가 합작하여 2016년 9월 설립한 식품 회사로, 본사 및 공장은 경상남도 밀양시 부북면 점필재로 229-1에 있다.

## 역사
2016년 9월, 오리온과 농협경제지주가 합작하여 설립되었다.

## 논란

### 성추행 2차 가해 논란
오리온농협 밀양공장에서 성추행 2차 피해를 당했다는 노동자가 가해자 처벌과 진상규명을 촉구하였다.